# Leith Stevens
Leith Stevens est un compositeur américain né le 13 septembre 1909 à Mount Moriah, Missouri (États-Unis), décédé le 23 juillet 1970 à Los Angeles (États-Unis).

## Filmographie

### Cinéma
- 1942 : La Fièvre du jazz (Syncopation) de William Dieterle
- 1946 : La vie est belle (It's a Wonderful Life)
- 1947 : Deux Nigauds et leur veuve (The Wistful Widow of Wagon Gap) de Charles Barton
- 1947 : La Chanson des ténèbres (Night Song)
- 1948 : Bandits de grands chemins (Black Bart)
- 1948 : Champion malgré lui (Feudin', Fussin' and A-Fightin') de George Sherman
- 1948 : Ils étaient tous mes fils (All my Sons)
- 1948 : Haute Pègre (Larceny)
- 1949 : Ma and Pa Kettle
- 1949 : Entrée illégale (Illegal Entry)
- 1949 : Not Wanted
- 1949 : Arctic Manhunt
- 1949 : Johnny le mouchard (Johnny Stool Pigeon)
- 1949 : Faire face
- 1950 : The Great Rupert
- 1950 : Destination... Lune ! (Destination Moon)
- 1950 : The Sun Sets at Dawn
- 1951 : Discrétion assurée (No Questions Asked) d'Harold F. Kress
- 1951 : Le Choc des mondes (When Worlds Collide)
- 1952 : Navajo
- 1952 : Le Vol du secret de l'atome (The Atomic City)
- 1952 : Storm Over Tibet
- 1952 : Beware, My Lovely
- 1952 : Un si doux visage (Angel Face)
- 1952 : Eight Iron Men
- 1953 : Crazylegs
- 1953 : Fais-moi peur (Scared Stiff)
- 1953 : Le Voyage de la peur (The Hitch-Hiker)
- 1953 : The Glass Wall
- 1953 : La Guerre des mondes (The War of the Worlds)
- 1953 : Bigamie (The Bigamist)
- 1953 : L'Équipée sauvage (The Wild One)
- 1954 : Ici brigade criminelle (Private Hell 36)
- 1955 : Crashout
- 1955 : Mad at the World
- 1955 : Le Trésor de Pancho Villa (The Treasure of Pancho Villa)
- 1956 : World Without End
- 1956 : Énigme policière (The Scarlet Hour)
- 1956 : L'Or et l'Amour (Great Day in the Morning)
- 1956 : Le Diabolique M. Benton (Julie)
- 1957 : Lizzie
- 1957 : Racket dans la couture (The Garment Jungle)
- 1957 : L'Histoire de James Dean (The James Dean Story)
- 1957 : Ride Out for Revenge (en)
- 1957 : Eighteen and Anxious
- 1957 : The Careless Years
- 1957 : The Green-Eyed Blonde
- 1958 : Seven Guns to Mesa
- 1958 : Bullwhip
- 1958 : Trafiquants d'armes à Cuba (The Gun Runners) de Don Siegel
- 1958 : Violent Road
- 1959 : Millionnaire de cinq sous (The Five Pennies)
- 1959 : La Vie à belles dents
- 1959 : The Gene Krupa Story
- 1960 : Saipan (Hell to Eternity)
- 1961 : La Doublure du général (On the Double)
- 1961 : L'étau se resserre (Man-Trap)
- 1962 : Les Internes (The Interns)
- 1963 : Blondes, Brunes et Rousses (It Happened at the World's Fair) de Norman Taurog
- 1963 : La Fille à la casquette (A New Kind of Love) de Melville Shavelson
- 1966 : Le Ranch maudit (The Night of the Grizzly) de Joseph Pevney
- 1966 : Le Dompteur de l'Arizona (Smoky) de George Sherman
- 1967 : Chuka
- 1968 : The Legend of Custer
- 1990 : Crazy Horse and Custer: The Untold Story
- 2005 : The Sky Is Falling: The Making of 'The War of the Worlds' (vidéo)

### Télévision
- 1949 : Crusader Rabbit (série télévisée)
- 1955 : Gunsmoke (Gunsmoke) (série télévisée)
- 1955 : Cheyenne (série télévisée)
- 1960 : Michael Shayne (série télévisée)
- 1960 : Dante (série télévisée)
- 1962 : Empire (série télévisée)
- 1964 : Voyage au fond des mers (Voyage to the Bottom of the Sea) (série télévisée)
- 1964 : Daniel Boone (Daniel Boone) (série télévisée)
- 1965 : Perdus dans l'espace (Lost in Space) (série télévisée)
- 1966 : Au cœur du temps (The Time Tunnel) (série télévisée)
- 1967 : Custer (série télévisée)
- 1968 : Au pays des géants (Land of the Giants) (série télévisée)
- 1969 : The Silent Gun (TV)
- 1970 : The Young Lawyers (série télévisée)
- 1970 : L'Immortel (The Immortal) (série télévisée)
- 1971 : Alerte sur le Wayne (Assault on the Wayne) (TV)